# Roseburg (Oregon)
Roseburg ist eine Stadt im Südwesten des US-Bundesstaats Oregon. Sie befindet sich in einem der zahlreichen Täler rund um den Umpqua River in Douglas County. Das U.S. Census Bureau hat bei der Volkszählung 2020 eine Einwohnerzahl von 23.683 ermittelt. 
Die Wirtschaft und Bevölkerungsentwicklung sowie die geographischen Gegebenheiten gleichen stark dem kleineren Nachbarort Sutherlin. Aus Roseburg stammt Bobby Henderson, der Erfinder und Prophet des Fliegenden Spaghettimonsters.
Am 1. Oktober 2015 kam es am Umpqua Community College in der Nähe von Roseburg zu einem Amoklauf, bei dem zehn Menschen erschossen und sieben verletzt wurden.

## Geographie
Roseburg liegt unweit der Stelle, wo sich North und South Umpqua River zum Umpqua River vereinigen, 161 m über dem Meeresspiegel. Die Stadt hat eine Fläche von 25,93 km², wovon 0,49 km² aus Gewässerflächen bestehen.
Die Oregon Route 99 ist die Hauptostwestverbindung durch Roseburg. Ebenfalls nach Osten führt die Oregon Route 138 ihrem Endpunkt am U.S. Highway 97 östlich von Diamond Lake und Crater Lake. In nordwestlicher Richtung verbindet OR-138 Roseburg mit Elkton.
Im Westen der Stadt, also auf der dem Zentrum gegenüberliegenden Seite des South Umpqua River, verläuft die Interstate 5. Ebenfalls durch die Stadt führt eine Bahnstrecke der Central Oregon and Pacific Railroad, die allerdings nur zum Gütertransport dient. Der Umpqua National Forest liegt in der Nähe der Stadt.

## Geschichte
Der National Park Service führt für Roseburg 19 Bauwerke und Stätten im National Register of Historic Places an (Stand 11. Januar 2019), darunter das Creed Floed House.

## Verkehr
Es gibt eine Busstation von Greyhound. Zwei öffentliche Flughäfen befinden sich in Roseburg und der näheren Umgebung, Marion E. Carl Memorial Field im Norden der Stadt und George Felt Airport westlich. Der öffentliche Personennahverkehr wird durch U-Trans (früher: Umpqua Transit) gewährleistet. Dieses Omnibusunternehmen bedient Roseburg und die umliegenden Ortschaften.

## Personen
- Joseph Lane (1801–1881) – Der General und Gouverneur Oregons lebte von 1861 bis zu seinem Tod 1881 in Roseburg
- Guy Cordon (1890–1969) – Der US-Senator für Oregon wuchs in Roseburg auf und war dort vor seiner politischen Karriere als Rechtsanwalt tätig
- Barbara Hibbs Blake (1937–2019) – Säugetierforscherin und Hochschullehrerin
- John Kitzhaber (* 1947) – Der Gouverneur Oregons von 1995–2003 und 2011–2015 arbeitete in Roseburg als Notarzt
- Chris Thompson (* 1978) – Schwimmer
- Bobby Henderson (* 1980) – Autor
- T. J. Klune (* 1982) – Autor